# Kulturwerkstadt

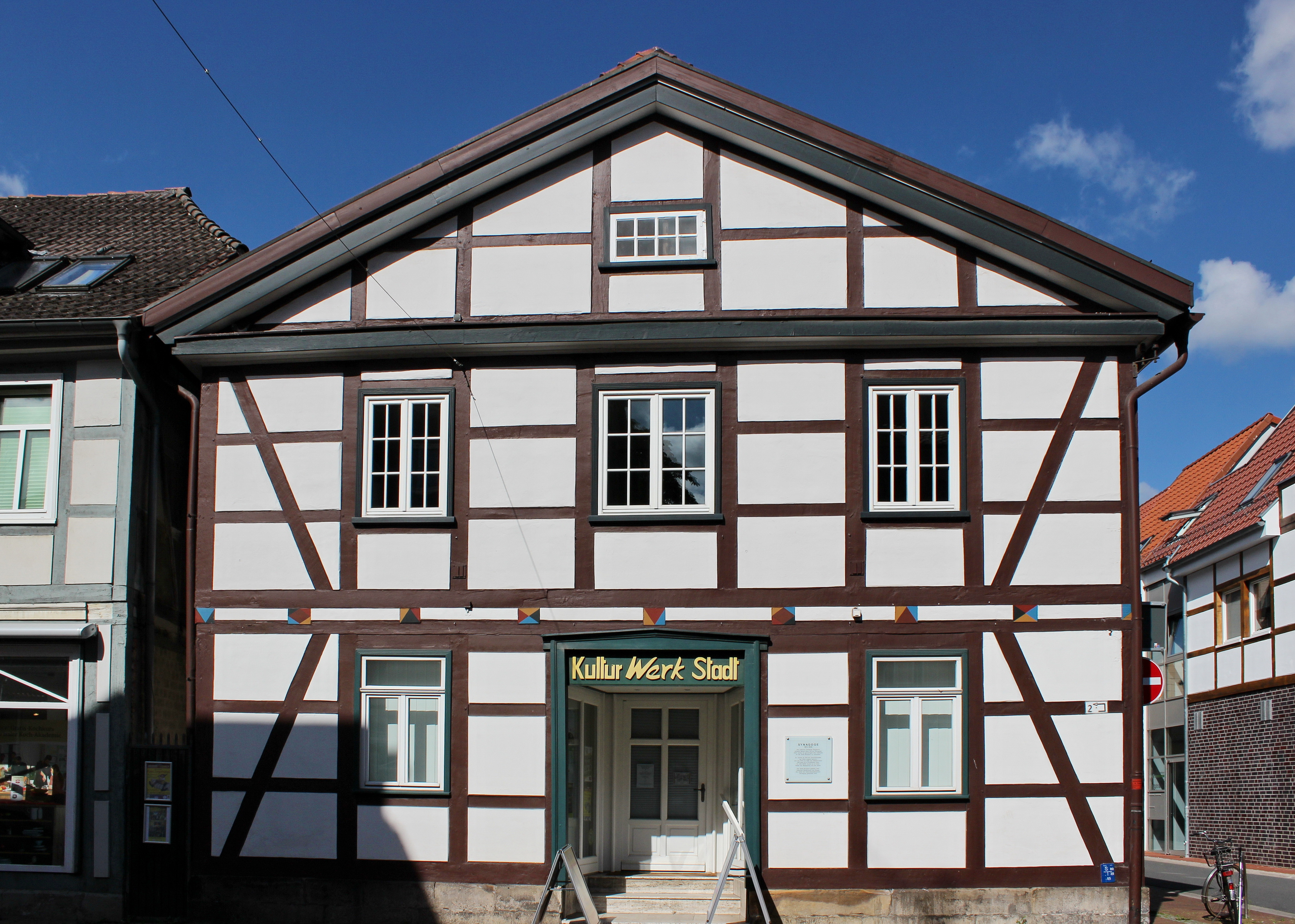
Der Eingang des Kulturzentrums „KulturWerkStadt“ in Burgdorf mit der Informationstafel zur Geschichte der Synagoge Burgdorf

Die Kulturwerkstadt (Eigenschreibweise KulturWerkStadt) in Burgdorf in der Region Hannover ist ein städtisches Kulturzentrum. Es hat seinen Sitz in der Poststraße 2 an der Ecke zur Luisenstraße in einem Anfang des 19. Jahrhunderts errichteten und heute denkmalgeschützten Gebäudes, in dem die Synagoge Burgdorf ihren Sitz hatte.

## Geschichte
Das zweigeschossige bündig abgezimmerte Fachwerkhaus unter Walmdach mit seiner Giebelfront zur Poststraße wurde während der Franzosenzeit im Jahr 1811 als Synagoge konzipiert und als solche von der jüdischen Gemeinde des Ortes genutzt. Die Eingangsfront des hinteren, hallenartigen Teils des Gebäudes überspannt ein antikisierender Dreiecksgiebel, der sicher weniger auf traditionelle Baugedanken hinweisen sollte, sondern architektonisch eher auf die besondere Bedeutung des Sakralgebäudes. Diesen Charakter unterstrichen ursprünglich schlanke, rundbogige Fenster, die die Seitenfassaden im hinteren Teil des Hauses überzogen und ehemals an die Kirchenfenster ihrer Zeit erinnerten. Sie wurden später durch moderne Schaufenster ersetzt.
Unter dem Dach der Synagoge war zudem ein für die Kinder der Juden genutzter Schulraum eingerichtet. Nach der Machtergreifung durch die Nationalsozialisten im Jahr 1933 überstand die Burgdorfer Synagoge die vorgenommenen Brandstiftungen während der Novemberpogrome 1938 als eine der wenigen im gesamten Deutschen Reich, „da man das Übergreifen des Feuers auf die christliche Nachbarschaft nicht verantworten wollte.“
Laut einer am Gebäude der heutigen „Kultur Werk Stadt“ angebrachten Informationstafel wurde die jüdische Gemeinde im Jahr des Beginns des Zweiten Weltkrieges im Jahr 1939 gezwungen, das Gebäude an die Stadt Burgdorf zu verkaufen. Ab 1941 diente das Haus als Geschäftsstelle der Hitler-Jugend. Ab 1944 und bis 1959 nahm das Haus die Volksbücherei Burgdorfs auf, bevor es 1961 in Privatbesitz überging.
Im Jahr 2008 wurde die ehemalige Synagoge zu einer Stätte der Begegnung und der Kultur umfunktioniert. Mit der Anbringung einer Informationstafel an dem Fachwerkgebäude gedachte die Stadt Burgdorf ihrer ehemaligen Mitbürger, die Opfer des Holocaust geworden sind.

## Beschreibung
2012 und 2013 wurde die KulturWerkStadt für die Ausstellung Jochen Mellin: Fotograf – Journalist – Mensch genutzt, nachdem der Verkehrs- und Verschönerungs-Verein (VVV) zuvor rund 80000 Bilder des verstorbenen Burgdorfers und Fotojournalisten Jochen Mellin gesichtet hatte, die später Teil des größeren Nachlasses im Bildarchiv der Region Hannover wurden.